# Кућа Милована Андрића у Каленићу
Кућа Милована Андрића У Каленићу (Уб) је споменик културе од великог значаја.

## Изглед куће
Кућа је развијене основе са шест одељења, димензија око 11,0 х 8,70 метара. Грађена је на темељима од ломљеног камена, у шеперу са ниским четвороводним кровом. Кровна конструкција је оригинална, а првобитни кровни покривач била је шиндра која данас представља подлогу за ћерамиду. Првобитни широки пирамидални оџак је срушен и замењен мањим зиданим. Подови су у свим просторијама земљани, а тавани од ваљка. Зграда нема доградње, али је њена унутрашњост преграђивана и пробијани су нови а затварани стари отвори.
Данас кућу чине две функционалне целине које су комуникационо потпуно одвојене. Објекат је без обзира на преправке добро очуван. Развијеним просторним склопом кућа Андрића представња вредан пример народног градитељства, који везом са историјским личностима устаничке Србије поред географске ума и меморијалну вредност.